# 954 Li
954 Li eller 1921 JU är en asteroid i huvudbältet, som upptäcktes den 4 augusti 1921 av den tyske astronomen Karl Wilhelm Reinmuth i Heidelberg.
Den har fått sitt namne efter sin upptäckares fru, Lina Alstede Reinmuth, som också har fått asteroiden 955 Alstede uppkallad efter sig.
Asteroiden har en diameter på ungefär 58 kilometer och den tillhör asteroidgruppen Themis.